# Paolo Simion
Paolo Simion (Castelfranco Veneto, 10 de outubro de 1992) é um desportista italiano que compete em ciclismo nas modalidades de pista e estrada. Ganhou uma medalha de bronze no Campeonato Europeu de Ciclismo em Pista de 2012, na prova de perseguição por equipas.

## Medalheiro internacional
| Campeonato Europeu de Ciclismo em Pista\|Campeonato Europeu | Campeonato Europeu de Ciclismo em Pista\|Campeonato Europeu | Campeonato Europeu de Ciclismo em Pista\|Campeonato Europeu | Campeonato Europeu de Ciclismo em Pista\|Campeonato Europeu |
| Ano                                                         | Lugar                                                       | Medalha                                                     | Competição                                                  |
| ----------------------------------------------------------- | ----------------------------------------------------------- | ----------------------------------------------------------- | ----------------------------------------------------------- |
| 2012                                                        | Panevėžys ( Lituânia)                                       | Medalha de bronze                                           | Perseguição por equipas                                     |

## Palmarés

### Estrada
2012 (como amador)
- Circuito do Porto-Troféu Arvedi

2013 (como amador)
- Circuito do Porto-Troféu Arvedi
- 1 etapa do Giro do Friuli Venezia Giulia

2018
- 1 etapa do Tour de Croácia

### Pista
2011
- 2º no Campeonato da Itália de perseguição por equipas

2012
- 3º no Campeonato Europeu em Perseguição por equipas (fazendo par com Liam Bertazzo, Elia Viviani e Ignazio Moser)
- 2º no Campeonato da Itália de perseguição por equipas

2013
- Campeonato da Itália de perseguição por equipas (com Marco Coledan, Alex Buttazzoni e Elia Viviani)
- 2º no Campeonato da Itália em madison
- 2º no Campeonato da Itália em perseguição

## Resultados nas Grandes Voltas e Campeonatos do Mundo
| Carreira           | 2015 | 2016 | 2017 | 2018 | 2019 |
| ------------------ | ---- | ---- | ---- | ---- | ---- |
| Giro d'Italia      | -    | 131º | -    | 145º |      |
| Tour de France     | -    | -    | -    | -    | -    |
| Volta a Espanha    | -    | -    | -    | -    | -    |
| Mundial em Estrada | -    | -    | -    | -    | -    |

-: não participa

Ab.: abandono